# 杉山里穂
杉山 里穂（すぎやま りほ、12月31日 - ）は、日本の女性声優。北海道出身。マウスプロモーション所属。

## 略歴
北海道札幌月寒高等学校、札幌マンガ・アニメ&声優専門学校卒業。2013年にゆーりんプロ所属。2018年よりマウスプロモーション所属。
2020年放映のテレビアニメ『波よ聞いてくれ』の主役・鼓田ミナレ役に抜擢され、本編約24分のうち6〜7割を1人で喋り倒すという難役をこなして注目される。
2021年、第15回声優アワードにて新人女優賞を受賞。

## 人物・エピソード
方言は北海道弁。
『波よ聞いてくれ』のオーディションでは、膨大な量の台詞を噛まずにこなせること、一般的なアニメのヒロイン像とは異なるミナレの人物像を掴めることが条件となり、ベテラン2人と杉山の3人が候補に残ったが、ミナレと同じ北海道出身でミナレと同い年であったことから等身大のミナレを表現できると期待され、杉山が抜擢された。スタッフからも「Aパートだけでこんなワード数、初めて見ました…」と言われるほどの台詞量であったが、杉山は「噛んだら最初からやり直す」というストイックな姿勢で収録に臨んだという。
愛称の“りふぉ”は『結城友奈は勇者である 勇者部活動報告〜大ラジオの章〜』第9回にゲスト出演した際にあだ名を聞かれた流れで照井春佳、鈴木愛奈、近藤玲奈により名付けてもらった。
趣味・特技はキックボクシング、料理。

## 出演
太字はメインキャラクター。

### テレビアニメ
2017年
- 喧嘩番長 乙女 -Girl Beats Boys-（金春正、ファンたち、いじめっ子1）
- アトム ザ・ビギニング（水道橋うらら）

2018年
- 実験品家族 -クリーチャーズ・ファミリー・デイズ-（タニス）
- LOST SONG（アロンド）
- かくりよの宿飯（乱丸〈幼少期〉）
- 殺戮の天使（女）
- 風が強く吹いている（2018年 - 2019年、おかみさん、女性客A、自転車のオバサン）
- CONCEPTION（タルア、タウラス）
- ベルゼブブ嬢のお気に召すまま。（ミュリンの母、女性教師、アナウンス、スタッフ、店員、女子）
- ユリシーズ ジャンヌ・ダルクと錬金の騎士（ミリアム）
- ジョジョの奇妙な冒険（2018年 - 2022年、女、アニータ、通行人B、女A） - 2シリーズ

2019年
- 同居人はひざ、時々、頭のうえ。（素晴〈小学生・幼少期〉、母親、仲居）
- パパだって、したい（女性1）
- ブギーポップは笑わない（女生徒、橋坂静香）
- 鬼滅の刃（2019年 - 2022年） - 2シリーズ
- ヴィンランド・サガ（娘）
- ノー・ガンズ・ライフ（イメルダ）

2020年
- マギアレコード 魔法少女まどか☆マギカ外伝（噂好きの少女A）
- 宝石商リチャード氏の謎鑑定（アナウンス、アナウンサー）
- 異種族レビュアーズ（ニュウB）
- アイカツオンパレード!（小島琴美）
- 波よ聞いてくれ（鼓田ミナレ）
- 継つぐもも（安次峰あるみ）
- かくしごと（母親、女性A）
- GO!GO!アトム
- デカダンス（オペレーターB）
- ド級編隊エグゼロス（通信）
- カードファイト!! ヴァンガード外伝 イフ-if-（仮面の奇術師 ハリー）
- とある科学の超電磁砲T（スカウト）
- 魔王学院の不適合者 〜史上最強の魔王の始祖、転生して子孫たちの学校へ通う〜（『創竜のふるさと』女店主）
- フルーツバスケット（女中）
- 『ヒプノシスマイク -Division Rap Battle-』Rhyme Anima（日計美々海）
- ラブライブ!虹ヶ咲学園スクールアイドル同好会（2020年 - 2022年、生徒会副会長） - 2シリーズ
- おちこぼれフルーツタルト（住民、女生徒）

2021年
- キングスレイド 意志を継ぐものたち（ライデン母）
- はたらく細胞BLACK（セルトリ細胞、白血球〈好中球〉）
- WIXOSS DIVA(A)LIVE（もっち）
- カードファイト!! ヴァンガード overDress（テレビ音声）
- 86-エイティシックス-（2021年 - 2022年、アンリエッタ・ペンローズ） - 2シリーズ
- 東京リベンジャーズ（2021年 - 2023年、彼女、主婦A） - 2シリーズ
- アイカツプラネット!（ファン）
- 幼なじみが絶対に負けないラブコメ（末晴の母）
- スライム倒して300年、知らないうちにレベルMAXになってました（2021年 - 2025年、ロザリー） - 2シリーズ
- 究極進化したフルダイブRPGが現実よりもクソゲーだったら（幼いヒロ）
- トロピカル〜ジュ!プリキュア（2021年 - 2022年、校内放送、小森いずみ、園児、松田れな）
- Fairy蘭丸〜あなたの心お助けします〜（女性）
- ぼくたちのリメイク（学生）
- takt op.Destiny（ジミー）
- ビルディバイド（2021年 - 2022年、観客、エクレア、叶木麗雷） - 2シリーズ
- キングダム（2021年 - 2024年、羌族A、幽族D、子ども、少年） - 2シリーズ
- 見える子ちゃん（体育教師）
- 吸血鬼すぐ死ぬ（影、イケメンハントA）

2022年
- オリエント（町人、領民、母、武士、島津秋弘〈幼少期〉） - 2シリーズ
- フットサルボーイズ!!!!!（小学生B、アナウンサー、子供2、アナウンス、女子アナウンス 他）
- オンエアできない!（よりちゃん）
- ガル学。II 〜Lucky Stars〜（羽村チノ）
- 薔薇王の葬列（バッキンガム / バッキンガム少年期）
- ハコヅメ〜交番女子の逆襲〜（看護師）
- 明日ちゃんのセーラー服（コーチ）
- プラチナエンド（天使）
- ポケットモンスター（エール団、バチンキー）
- 現実主義勇者の王国再建記（アンズ）
- リーマンズクラブ（佐伯兄弟の母）
- 3秒後、野獣。〜合コンで隅にいた彼は肉食でした（久米紬） - オンエア版
- パリピ孔明（客）
- ヒロインたるもの!〜嫌われヒロインと内緒のお仕事〜（美容師B）
- 境界戦機（TVレポーター）
- 黒の召喚士（クレア）
- 金装のヴェルメイユ〜崖っぷち魔術師は最強の厄災と魔法世界を突き進む〜（ジェシカ・シュバルツ）
- 組長娘と世話係
- よふかしのうた（水着女子A）
- 異世界迷宮でハーレムを（服屋の店員）
- うちの師匠はしっぽがない（和菓子屋女将）
- 後宮の烏（李秋容、星星）
- PUI PUI モルカー DRIVING SCHOOL
- 新米錬金術師の店舗経営（エリン）
- 農民関連のスキルばっか上げてたら何故か強くなった。（テスタ〈子供時代〉）
- クールドジ男子（2022年 - 2023年、犬の飼い主、貴之〈子供〉）

2023年
- 最強陰陽師の異世界転生記（グライ〈幼少期〉）
- スパイ教室（イヴ） - 2シリーズ
- イジらないで、長瀞さん 2nd Attack（メンバーB）
- 異世界のんびり農家（ヤー）
- Buddy Daddies（園児）
- もういっぽん!（富士森蘭）
- 天国大魔境（ミクラ / ナタ）
- 転生貴族の異世界冒険録〜自重を知らない神々の使徒〜（レノ）
- 君は放課後インソムニア（女子生徒）
- Opus.COLORs（幼い伊織）
- 山田くんとLv999の恋をする（保険医）
- 贄姫と獣の王（幼いイリヤ）
- 異世界ワンターンキル姉さん 〜姉同伴の異世界生活はじめました〜（シューレイン）
- デュエル・マスターズ WIN 決闘学園編（大岩さん）
- 七つの魔剣が支配する（ピート＝レストン）
- SYNDUALITY Noir（ジャンヌ）
- 幻日のヨハネ -SUNSHINE in the MIRROR-
- AIの遺電子（敏の妻）
- アイドルマスター ミリオンライブ！（早坂そら）
- 16bitセンセーション ANOTHER LAYER（結城）
- ゴブリンスレイヤーII（侍祭）
- ひきこまり吸血姫の悶々（フレーテ・マスカレール）
- 帰還者の魔法は特別です（少年のドネータ）
- SHY（スタッフ）
- Dr.STONE NEW WORLD（氷月〈幼少期〉）
- 君のことが大大大大大好きな100人の彼女（女性係員）

2024年
- 僕の心のヤバイやつ（女生徒）
- 月が導く異世界道中 第二幕（ゴルゴン姉、幼いイルムガンド）
- 姫様“拷問”の時間です（司会の先生）
- リンカイ!（高松絹早）
- ひみつのアイプリ（2024年 - 2025年、スパイシーP） - 2シリーズ
- アストロノオト（映画の主人公）
- 終末トレインどこへいく?（西吾野男子）
- 喧嘩独学（女性記者）
- 黒執事（2024年 - 2025年、ブルーアー家姉妹、グレーテ・ヒルバード） - 2シリーズ
- グレンダイザーU（山田）
- 黄昏アウトフォーカス（寿の母、少年義一）
- 戦国妖狐 千魔混沌編（子供、菊童丸）
- 2.5次元の誘惑（斉藤）
- 甘神さんちの縁結び（2024年 - 2025年、幼い瓜生）
- るろうに剣心 -明治剣客浪漫譚- 京都動乱（新月村村民）
- 合コンに行ったら女がいなかった話
- ソードアート・オンライン オルタナティブ ガンゲイル・オンラインII（女性軍人）
- メカウデ（ユアン）
- アイドルマスター シャイニーカラーズ 2nd season（フォトグラファー）
- 村井の恋（男子小学生）
- 転生貴族、鑑定スキルで成り上がる（幼いトーマス）
- カミエラビ（幼少ゴロー）
- 魔王2099（緋月の母）

2025年
- Sランクモンスターの《ベヒーモス》だけど、猫と間違われてエルフ娘の騎士として暮らしてます（タマ〈猫〉）
- 外れスキル《木の実マスター》 〜スキルの実（食べたら死ぬ）を無限に食べられるようになった件について〜（シエラ）
- BEYBLADE X（エクス〈幼少期〉）
- 異修羅（刻み三針のルック）
- 凍牌〜裏レート麻雀闘牌録〜（看護師）
- グリザイア:ファントムトリガー（子供B）
- 俺だけレベルアップな件 Season 2 -Arise from the Shadow-（エシル・ラディール）
- 全修。（幼少時のルーク）
- ざつ旅-That's Journey-（女子5人組）
- ネクロノミ子のコズミックホラーショウ（黒廼ミコ）
- フードコートで、また明日。（母親）
- ぷにるはかわいいスライム（佐倉アン）
- 強くてニューサーガ（ミランダ）

### 劇場アニメ
- フリクリ プログレ（2018年、ユウヤ）
- Fate/stay night [Heaven's Feel] II.lost butterfly（2019年）
- 映画大好きポンポさん（2021年）
- 劇場編集版 かくしごと -ひめごとはなんですか-（2021年）
- アイの歌声を聴かせて（2021年、リョーコ）
- デッドデッドデーモンズデデデデデストラクション（2024年、杉村） - 前後章[一覧 13]

### OVA
- LOST SONG（2018年、アロンド）
- planetarian 〜雪圏球〜（2021年、母親[30]）
- ラブライブ!虹ヶ咲学園スクールアイドル同好会 NEXT SKY（2023年、副会長）
- コードギアス 奪還のロゼ（2024年、新城陽子[31]）

### Webアニメ
2010年代
- マウスどうぶつえん（2018年 - 、ラッコのりほ）
- 衛宮さんちの今日のごはん（2018年 - 2019年、役員、アナウンス）

2020年代
- マウスどうぶつえん名作劇場（2020年、ラッコのりほ）
- ぜつめつきぐしゅんっ。（2020年、ラッコしゅん）
- 賭ケグルイ双（2022年、妄の仲間A）
- 伊藤潤二『マニアック』（2023年、森中和子「首吊り気球」）
- ガンダムビルドメタバース（2023年、隣人）

### ゲーム
2014年
- 大江戸BlackSmith（蘭丸）

2015年
- 精霊の翼 スカイガーディアン（エリー）
- 戦国X（お市、漣、立花誾千代、井伊直虎・涼）
- テイルズウィーバー（ルシアン・カルツ）
- 妖怪百姫たん!（鬼童丸、枕返し）

2016年
- ウチの姫さまがいちばんカワイイ（嫉愛姫ヘーラー）
- 感染×少女（風間雅、桐島蛍）
- メダロット ガールズミッション カブトVer. / クワガタVer.（多田羅美麗）

2017年
- パシャ★モン（ニクス）

2018年
- ナイツクロニクル（エレクトラ）

2019年
- うたわれるもの ロストフラグ（ウンケイ）
- 逆転オセロニア（フィリウス）
- 天華百剣 -斬-（大兼光）
- AI: ソムニウム ファイル（那須花代）
- 萌酒ボックス（旭神威）
- ポケモンマスターズ（アンズ）
- メギド72（2019年 - 2023年、アバラム）

2020年
- ファイナルファンタジーVII リメイク
- 聖闘士星矢 ライジングコスモ（カシオペア座・ビルダ）
- ワールドフリッパー (ニコラ)

2021年
- モンスターストライク（2021年 - 2025年、持国天、中臣鎌足、スケアトラ）
- サムライフォース: 斬!（アイコ）
- ウマ娘 プリティーダービー（2021年 - 2022年、ウイニングチケットの母親）
- 鬼滅の刃 ヒノカミ血風譚
- パニリヤ・ザ・リバイバル（グレイ）
- ファイナルファンタジーXIV:暁月のフィナーレ（アーゼマ）
- 結城友奈は勇者である 花結いのきらめき（2021年 - 2022年、柚木友奈）
- ブレイブ フロンティア レゾナ（ディアナ）
- フェアリースフィア（トナカイ）
- モンスターハンターライズ（モンジュ）

2022年
- グランブルーファンタジー（2021年 - 2022年、アルテミス、アレイス）
- 機動戦士ガンダム アーセナルベース（ウフリィ・アスキス）
- レゴ スター・ウォーズ：スカイウォーカー・サーガ
- アズールレーン（テューリンゲン）
- アリスフィクション（ジル・ド・レ）
- AI: ソムニウム ファイル ニルヴァーナ イニシアチブ（那須花代）
- 誓約少女 〜祝砲の元に集いし戦姫たち〜（初瀬、寧海、ウォースパイト）

2023年
- ドラゴンクエストX 天星の英雄たち オンライン（リンカ）
- ストリートファイター6（市民）
- マリオ+ラビッツ ギャラクシーバトル ザ・ラスト・スパークス・ハンター（カーニャ）
- アイドルマスター ミリオンライブ! シアターデイズ（2023年 - 2024年、早坂そら）
- 超探偵事件簿 レインコード（リョウ）

2024年
- アナザーコード リコレクション：2つの記憶 / 記憶の扉（アシュレイ・ミズキ・ロビンズ）
- BAR ステラアビス（マイア）
- ファイナルファンタジーVII リバース（レジー）
- ユニコーンオーバーロード（アーマリア）
- GUILTY GEAR -STRIVE-（A.B.A）
- ウィッチ・アンド・リリィズ（ドロレス、ヒイラギ）
- アッシュエコーズ（ロア）

2025年
- プロジェクトセカイ カラフルステージ! feat. 初音ミク
- HUNDRED LINE -最終防衛学園-（第9部隊長シャンシン）
- 機動戦士ガンダム U.C. ENGAGE（リネット）
- みんなのGOLF WORLD（ルン）
- 魔女ガミ－The Witch of Luludidea－（アラディア）

### ドラマCD
- MAUSU THEATER
- カーストヘヴン（2016年、梓幼少期[59]）
- スライム倒して300年、知らないうちにレベルMAXになってました（2020年 - 2021年、ロザリー[60]） - ドラマCD付き小説第12巻・第14巻・第16巻限定特装版
- THE IDOLM@STER SideM NEW STAGE EPISODE 08 High×Joker（2021年、遊園地係員）

### デジタルコミック
- まにまにTV
  - リリィ・トライアングル（獅子王救世子、十槍寺美虎、桜涙河小姫[61] 他）
  - ふしぎねこのきゅーちゃん（きゅーちゃん[61]）
- ジャンプチャンネル
  - カワイスギクライシス（2021年、フィアナ・ティアリー[62]、豆彦[63]、オペレーター[64]）
  - 幽焔の悠（2021年、羅刹[65]）
  - BLACK MILK（2021年、被害者[66]）
- KADOKAWAオフィシャルチャンネル
  - 波原さんはぶちまけたい!（2021年、水瀬さん[67]）
- カドカワストア.TV・CIELフルールチャンネル
  - 先輩、断じて恋では!（2022年、水落）
- キトラ【KADOKAWAキトラ公式ボイストゥーン】
  - 二度目の異世界、少年だった彼は年上騎士になり溺愛してくる（2022年、ルーク（少年）[68]）

### 吹き替え

#### 映画（吹き替え）
- 愛と哀しみの旅路（ダルシー・カワムラ〈アケミ・ニシノ〉）※Disney+版
- ANNA（レナータ）
- あるアスリートの告発（マギー・ニコルズ）
- About Last Night
- アンチャーテッド（ゾーイ〈アラナ・ボーデン〉[69]）
- ウェディング・フィーバー ゲスな男女のハワイ旅行（エイデン）
- グリーンランド -地球最後の2日間-（ネイサン・ギャリティ〈ロジャー・デイル・フロイド〉[70]）
- ゴーストバスターズ（ウェイトレス）
- 最強サイボーグX（ロペス）
- 呪怨館（母親）
- スクリーム (2022)（ミンディ・ミークス・マーティン〈ジャスミン・サボイ・ブラウン〉）
  - スクリーム6[71]
- スケアリーストーリーズ 怖い本（ルース〈ナタリー・ガンツホーン〉[72]）
- スパイダーマン:ファー・フロム・ホーム（ファーストクラス乗務員[73]）
- ダンシング・ドラァグ・ガール（ケリー）
- ティル・デス（エマ〈ミーガン・フォックス〉）
- DEATH SHOT（クリスティーナ）
- トップボーイ（アッツ)
- ドリームプラン（ビーナス・ウィリアムズ〈サナイヤ・シドニー〉[74]）
- 28年後...（スパイク〈アルフィー・ウィリアムズ〉[75]）
- バッド・ママ（ディラン・ミッチェル〈エムジェイ・アンソニー〉）
- ビルとテッドの時空旅行 音楽で世界を救え!（ビリー・ローガン〈ブリジット・ランディ＝ペイン〉[76]）
- ブロークン・ハート・ギャラリー（ナディーン〈フィリッパ・スー〉[77]）
- ベガス流 ヴァージンロードへの道（クリステン）
- マッド・ダディ（カーリー）
- Mr.Mrs.フォックス （ジャッキー）
- ラストナイト・イン・ソーホー（ジョカスタ〈シノヴェ・カールセン〉[78]）

#### ドラマ
- アイ・ラブ・ディック（少女ポリー）
- アウトキャスト（ジョシュア）
- アウトランダー（モリー）
- アンブレイカブル・キミー・シュミット（カーラ / ボンダ）
- イージー（リー）
- 栄光へのスピン（キャット・ベイカー〈カヤ・スコデラリオ〉）
- NCIS: ニューオーリンズ（イヴェット）
- エリン&エロン（エリン・パーク〈エイヴァ・ロ〉）
- エレメンタリー4 ホームズ&ワトソン in NY（ジェシカ）
- Lの世界 ジェネレーションQ（ダニ）
- Empire 成功の代償（ステイシー）
- オレンジ・イズ・ニュー・ブラック（ジャネ・ワトソン〈ヴィッキー・ジューディ〉）
- 風と雲と雨（イ・ポンリョン〈コ・ソンヒ〉）
- キャット 〜私のママは首相〜（セイディ〈ナタリー・イングリッシュ〉）
- グッドドクター3（タラ）
- クレイジー・エックス・ガールフレンド（トミー）
- 新米刑事モース〜オックスフォード事件簿〜（アイラ）
- スーパーナチュラル（アラナ）
- ストライクバック4:ラストミッション（サディ）
- 青春ウォルダム 呪われた王宮（ミン・ジェイ / コ・スンドル〈チョン・ソニ〉[79]）
- デイブレイク 〜世界が終わったその先で〜（サム）
- トリンケット〜小さな宝物〜（タバサ）
- PERSON of INTEREST 犯罪予知ユニット（ベッカ 、ブリタニー）
- バークスキンズ（デルフィーヌ〈リリー・サリバン〉）
- パトリオット 〜特命諜報員 ジョン・タヴナー〜（ヌミ）
- ビトゥイーン（フランシス 、マカリスター）
- Marvel パニッシャー（リサ・キャッスル）
- Marvel ザ・ディフェンダーズ（レクシー・レイモンド）
- メア・オブ・イーストタウン / ある殺人事件の真実（シボン・シーアン〈アンガーリー・ライス〉[80]）
- MR. ROBOT/ミスター・ロボット
- リトル・ドラマー・ガール（アンナ）
- ワンデイ -家族のうた-（ダニ）

#### アニメ
- ウィッシュンプーフ!（フランク）
- 最後の召喚師 -The Last Summoner-（通行人B、女子生徒）
- 時光代理人 -LINK CLICK-（欧陽〈オウヤン〉）
- ヘンリーハグル・モンスター（ヒルデガード 、ハウラーモンスター）

### 映画
- その声のあなたへ（2022年9月30日）[81]

### ラジオ
※はインターネット配信。
- 波よ聞いてくれ 〜Wave,Listen to me!〜（2020年、AIR-G'・radikoプレミアム※）[82]
- 超!A&G+マンスリースペシャル 杉山里穂の全力沼（2021年、超!A&G+※）[83]

### その他コンテンツ
- Web配信番組『アーセナルベース情報局』（2022年 - 、YouTube）
- ビジュアルオーディオドラマ「芙蓉友奈は語部となる」（2023年、柚木友奈）

## ディスコグラフィ

### キャラクターソング
| 発売日        | 商品名      | 歌 | 楽曲             | 備考                                        |
| ------------- | ----------- | --- | ---------------- | ------------------------------------------- |
| 2021年7月21日 | 百華繚乱 参 | 鶯丸友成（清水彩香）、大兼光（杉山里穂）、五虎退吉光（野村真悠華）                                                                   | 「はじまりの鐘」 | ゲーム『天華百剣 -斬-』関連曲               |
| 2024年5月22日 | Override!   | 伊東泉（川村海乃）、平塚ナナ（葵あずさ）、弥彦巫子（長谷川玲奈）、那古屋紗智（北守さいか）、高松絹早（杉山里穂）、熊本愛（日向未南） | 「Override!」    | テレビアニメ『リンカイ!』エンディングテーマ |

### シリーズ一覧
1. ↑  4th season『黄金の風』（2018年 - 2019年）、5th Season『ストーンオーシャン』（2022年）
2. ↑  『竈門炭治郎 立志編』（2019年）、『遊郭編』（2021年 - 2022年）
3. ↑  第1期（2020年）、第2期（2022年）
4. ↑  第1クール（2021年）、第2クール（2021年）
5. ↑  第1期（2021年）、第3期『天竺編』（2023年）
6. ↑  第1期（2021年）、第2期『〜そのに〜』（2025年）
7. ↑  第1期『-#000000-』（2021年）、第2期『-#FFFFFF-』（2022年）
8. ↑  第3シリーズ（2021年）、第5シリーズ（2024年）
9. ↑  第1クール「安芸旅立ち編」（2022年）、第2クール「淡路島激闘編」（2022年）
10. ↑  1st season（2023年）、2nd season（2023年）
11. ↑  第1期（2024年 - 2025年）、第2期『リング編』（2025年）
12. ↑  第4期『-寄宿学校編-』（2024年）、第5期『緑の魔女編-』（2025年）
13. ↑  前章（2024年）、後章（2024年）

### 初出話一覧
1. 1 2  5th season 第1話初出
2. ↑  4th season 第8話初出
3. ↑  4th season 第17話初出
4. ↑  4th season 第23話初出
5. ↑  第2期 第1話初出
6. ↑  第1期 第5話初出
7. ↑  第13話初出
8. 1 2 3 4  第7話初出
9. ↑  第16話初出
10. 1 2 3 4 5  第1話初出
11. ↑  第41話初出
12. 1 2 3 4  第2話初出
13. ↑  第4話初出
14. 1 2 3  第5話初出
15. 1 2  第5期 第3話初出
16. ↑  第4期 第5話初出
17. ↑  第6話初出
18. ↑  第8話初出
19. ↑  第15話初出
20. ↑  第29話初出
21. 1 2  第9話初出
22. ↑  第10話初出
23. 1 2 3 4 5  第11話初出
24. ↑  第23話初出
25. ↑  第24話初出
26. ↑  第3話初出
27. ↑  第68話初出
28. 1 2  第19話初出
29. ↑  第20話初出
30. ↑  第18話初出